# پاکیلای غربی
پاکیلای غربی (به فنلاندی: Länsi-Pakila) یک منطقهٔ مسکونی در فنلاند است که در هلسینکی واقع شده‌است.